# Wangtu
 (mars 2025).
Wangtu est un village situé à Kinnaur, dans l'Himachal Pradesh, en Inde. Ses coordonnées géographiques sont 31° 33' 0" Nord, 78° 1' 0" Est et son nom d'origine (avec signes diacritiques) est Wangtu. L'aéroport le plus proche se trouve à Shimla, à environ 200 km. 
Il est très proche de la frontière entre la Chine et l'Inde, et situé sur l'ancienne route Hindoustan-Tibet. 
Wangtu est touché par le tremblement de terre de Kinnaur de 1975.